# منجل ماشيتي
المِشَتّ أو المنجل الماشيتي (تلفظ بالإسبانية: ‎/maˈtʃete/‏) هو أداة قطع كبيرة تشبه الساطور، وعادةً يبلغ طول نصله 32.5 الي 60 سنتيمتر (12.8 الي 23.6 إنش) في حين يكون سُمكه أقل من 3 مليمتر (0.12 إنش)، وفي اللغة الإسبانية تُعد كلمة «ماشيتي» صيغةً لغويةً مُصغرة لكلمة ماتشو macho والتي تعني حرفيًا ذكرًا أو شخصًا مفتول العضلات، وقد تم استعمالها في الإشارة إلى المطارق الثقيلة، ويوجد مصطلح مقابل في اللغة الإنجليزية وهي كلمة ماتشت matchet, ولكنها أقل شيوعًا من «الماشيتي» الإسبانية، وفي بلاد الكاريبي الناطقة باللغة الإنجليزية مثل جامايكا، وغيانا، وغرينادا، وترينيداد وتوباغو يُستخدَم مصطلح «القطلس» أو سيف البحار في الإشارة إلى مثل هذه النوعية من الأدوات الزراعية.

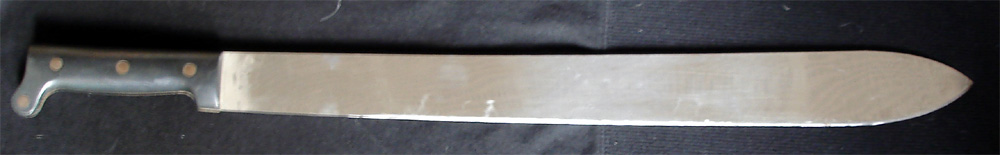
منجل "الماشيتي" قديم من أمريكا اللاتينية

## الاستخدامات

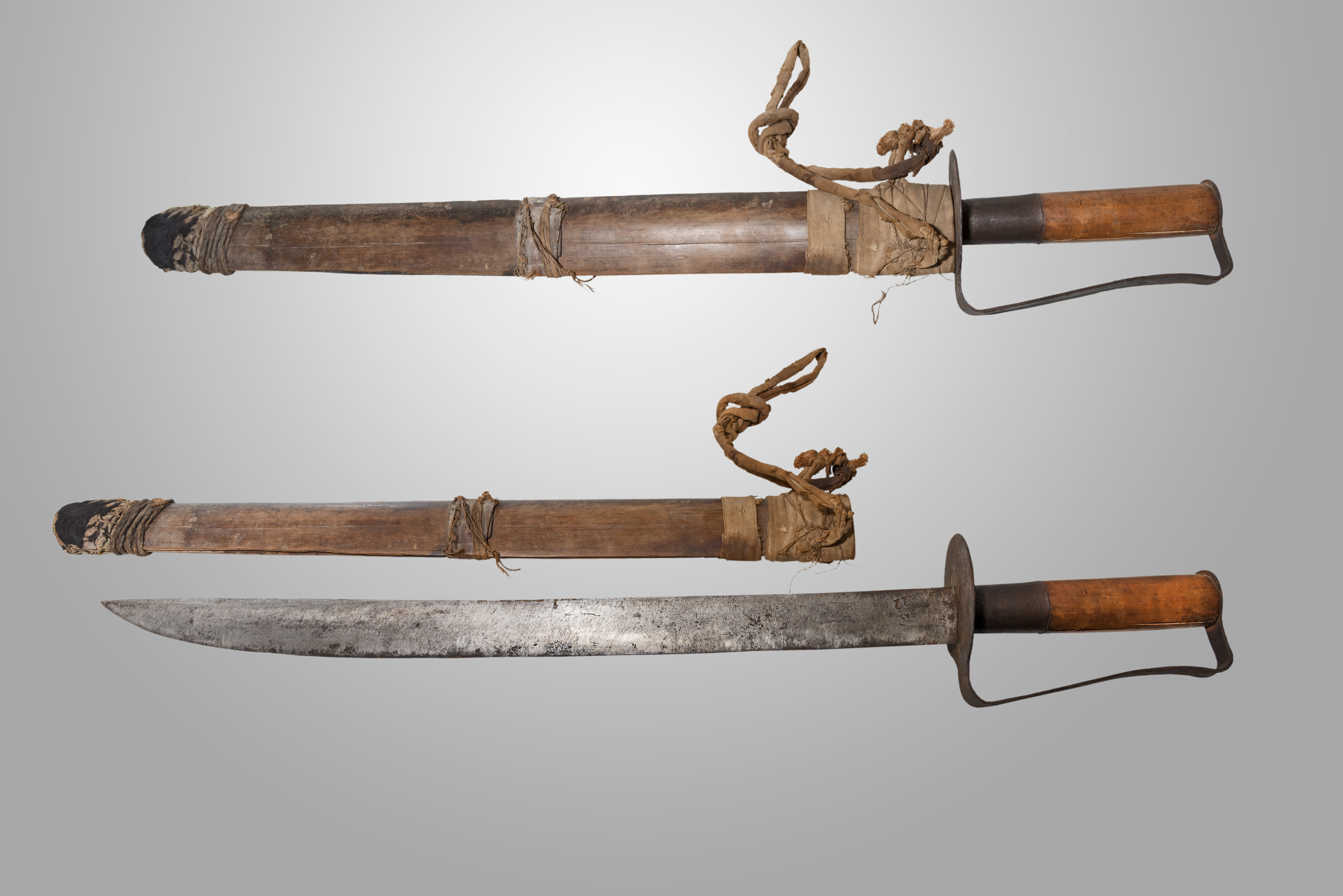
ماشيتي

في العديد من الدول الاستوائية وشبه الاستوائية، يُستخدَم منجل الماشيتي غالبًا لقطع الأشجار المتشابكة أثناء السير في الغابات المطيرة وأيضًا لأغراضٍ زراعية أخرى (كقطعِ محصول قصب السكر). كما يُستخدَم هذا المنجل في أمريكا اللاتينية في تأدية المهام المنزلية مثل تقطيع المواد الغذائية الكبيرة إلى قطع صغيرة—تمامًا كالأغراض التي يُستخدَم فيها الساطور—أو في تأدية أعمال التقطيع البسيطة مثل عمل مقابض خشبية بسيطة لأدواتٍ أخرى، ومن المعتاد رؤية أفراد يستخدمون منجل الماشيتي لأغراضٍ أخرى مثل تقطيع ثمار جوز الهند، والعناية بالمروج، وإزالة الأغصان، ونتيجةً لانتشار هذا المنجل في العديد من الدول الاستوائية، فغالبًا ما يقع الاختيار عليه كسلاحٍ لحركات التمرد، فعلى سبيل المثال، لُقِبَ جيش بورتوريكو الشعبي بشكلٍ غير رسمي بالماشيتيين أو حاملي الماشيتي نتيجةً لاستعمال عمال حقول قصب السكر هذا المنجل قديمًا في بورتوريكو.
ويدخل منجل الماشيتي تحت فئة السيوف؛ حيث يمكن استعماله كالسيف،
فقد تمت العديد من جرائم القتل في حادثة الإبادة الجماعية في رواندا باستخدام مناجل الماشيتي، كما أنها كانت السلاح الرئيسي الذي استخدمته مليشيات الإنتراهاموي هناك، ويعتبر الماشاتي الأداة والسلاح المميز للقوات شبه العسكرية في هاييتي والملقبة باسم تونتون ماكوت (Tonton Macoute) أي «الغيلان».
في عام 1762، قامت المملكة المتحدة لبريطانيا العظمى بغزو كوبا فيما عُرِفَ بمعركة هافانا، حيث قام الفلاحون المقاتلون بقيادة بيبي أنطونيو (Pepe Antonio) عضو المجلس البلدي لمدينة جواناباكوا (Guanabacoa) باستخدام مناجل الماشيتي في الذود عن مدينتهم، ويعد هذا المنجل السلاح الأكثر تميُزًا خلال حروب الاستقلال في كوبا (1868–1898)، على الرغم من استخدامه المحدود في ميدان المعركة. وفي العاشر من أكتوبر لعام 1868، قام كارلوس مانويل دي سيسبيديس مالك مصنع تكرير السكر، والمعروف باسم الديماخاجوا (La Demajagua) بالقرب من مانزانيلو، بتحرير العبيد العاملين لديه وسلحهم بمناجل الماشيتي وشرع في قيادتهم في تمرد ضد الحكومة الأسبانية، وقد تم استخدام الماشيتي كسلاحٍ رئيسي في سلاح الفرسان بالجيش في الرابع من نوفمبر لعام 1868 بأمرٍ من ماكسيمو جوميز الرقيب المولود في جمهورية الدومنيكان والذي أصبح بعد ذلك رئيس أركان الجيش الكوبي.
وقد كان منجل الماشيتي ــ وما زال ــ سلاحا جانبيا شائعًا وأداةً تستخدمها الكثير من الجماعات العرقية في غرب إفريقيا، وقد تم الإشارة إلى استخدامه بين الجماعات العرقية في رواية الكاتب النيجيري تشينو أتشيبي والتي جاءت تحت عنوان "تداعي الأحوال" Things Fall Apart.
كما تطلق بعض الدول الاستوائية اسمًا على ضربة منجل الماشيتي، وأيضًا تُستخدَم الكلمة الإسبانية machetazo أو «الساطور» في اللغة الإنجليزية في بعض الأحيان.
في الجزر العذراء البريطانية وهي غرينادا، وجاميكا، وسانت كيتس ونيفيس، وبربادوس، وسانت لوسيا، وترينيداد وتوباغو، تعني كلمة planass أو «بلاناس» ضرب شخص بالجزء العريض من نصل الماشيتي أو القطلس، بينما يُسمى الضرب بالجزء الحاد من النصل «بالضربة الخاطفة» أو "chop". وفي جميع أنحاء الكاريبي يشير مصطلح «القطلس» إلى أدوات التقطيع التي يستخدمها العمال.
وفي للقوات البرية البرازيلية، قاممركز إرشادات حروب الأدغال بتطوير منجل ماشيتي يبلغ طول نصله 10 بوصة (25 سـم) ويتميز بشفرةبالغة الحدة وتم إصدار هذا الماشيتي مع سكين باوي بطول خمسة بوصات مزود بحجر للشحذ في حافظته، ويُطلق على هذه المجموعة بمجملها «عدة الأدغال» (Conjunto de Selva في البرتغالية)، وهي من إصدار شركة «صناعة المعدات الحربية البرازيلية» (IMBEL).

## التنوعات الثقافية

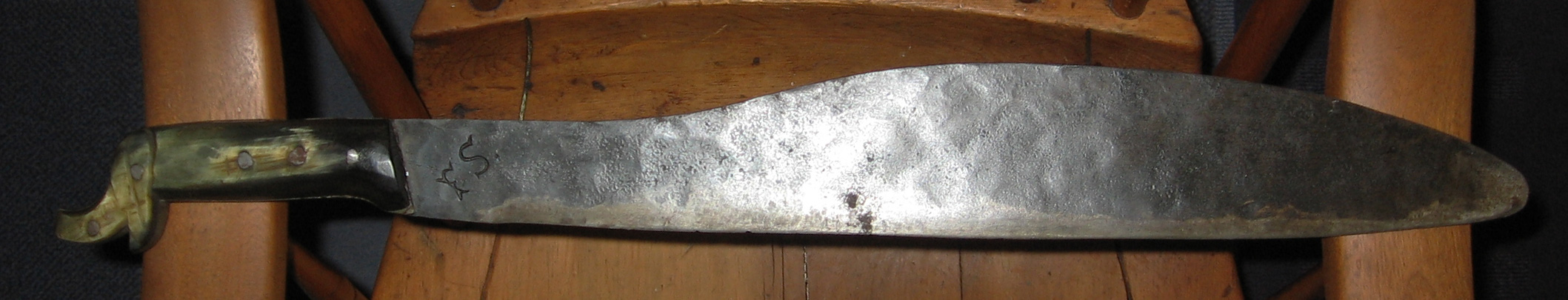
منجل ماشيتي مكسيكي من أكابولكو، 1970. مقبض على شكل قرن، نصل مدقوق يدويًا (آثار المطرق ظاهرة للعين.). كان مالكه يقوم بشحذه، وتظهر عليه علامات الصدأ.

يُعد سكين البانغا أو التبانغا شكلاً آخر لمنجل الماشيتي يُستخدَم في شرق وجنوب أفريقيا، وقد يرجع أصل هذه الكلمة إلى اللغة السواحلية ويجب ألّا يتم خلطها مع سمكة البانجا، ويتسع نصل هذا السكين في الجزء الخلفي ويبلغ طوله 16 إلى 18 بوصة (41 إلى 46 سـم)، وقد يتم شحذ الجزء العلوي المائل من النصل.
وقد استُخدِمَت هذه الأداة كسلاحٍ: في حادثة الإبادة الجماعية في رواندا في جنوب أفريقيا، خاصة في العقد التاسع وأوائل العقد العاشر من القرن العشرين عندما تم تدمير إقليم ناتال السابق نتيجةً للصراع الذي نشب بين حزب المؤتمر الوطني الإفريقي وحزب قبائل زولو الوطني، والمسمى بحزب الحرية إنكاثا (IFP).

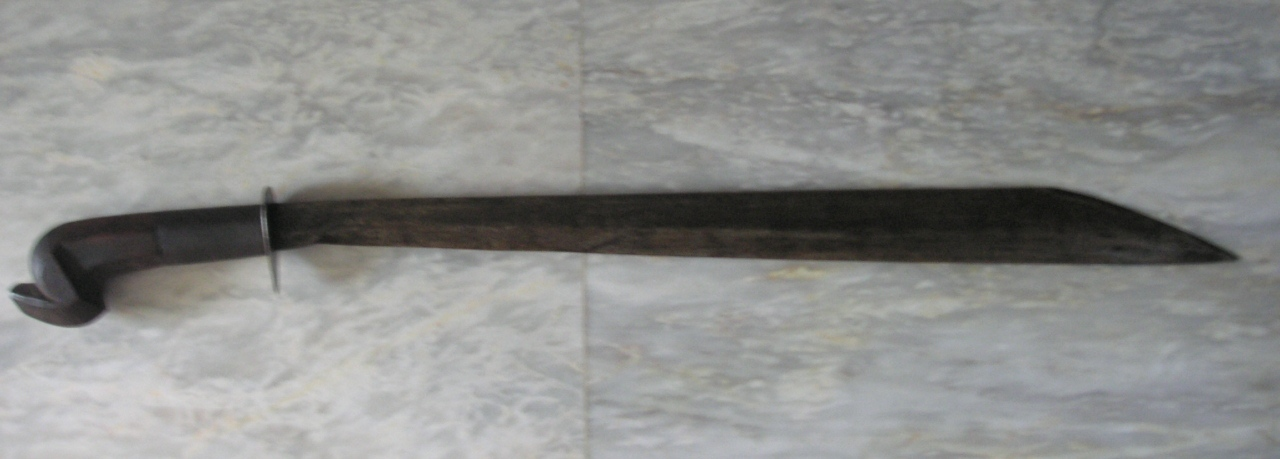
بولو أو إيتاك

في الفلبين يشبه سكين البولو أيضًا منجل الماشيتي، فيما عدا أن النصل يتسع بالقرب من الرأس لجعل السكين أكثر فاعليةً أثناء عملية التقطيع. وتتضمن الأشكال المختلفة للبولو سلاح الإيتاك الأكثر طولاً وحدةً والذي تم تصميمه للأغراض القتالية، حيث تم استخدامه خلال الثورة الفلبينية التي اندلعت ضد السلطات الاستعمارية الإسبانية، وفيما بعد أصبح الإيتاك العلامة المميزة للجماعات المسلحة في الحرب الفلبينية الأمريكية، في حين يُسمى النوع الأكثر طولاً على الإطلاق كامبيلان، وقد استخدمته سلطنات مندناو القديمة. ولا يزال الفلبينيون يستخدمون سكين البولو في تأدية المهام اليومية مثل إزالة النباتات الزائدة وتقطيع العديد من المواد الغذائية الكبيرة، كما أنه يوجد عادةً في معظم المطابخ الفلبينية في مجموعات مُعلقة على الجدران ومجموعات أخرى للاستخدامات العملية الأخرى.
وتتضمن أدوات أخرى مشابهة للماشيتي سكين البارانج وسكين الجولوك (من ماليزيا وإندونيسيا)، ولكنهما أقصر في الطول كما أن نصالهما أكثر سُمكًا وحدةً، وتعد هذه الأنواع من السكاكين أكثر فاعلية مع النباتات الخشبية. كما يُستخدَم السكين النيبالي ذو النصل المنحني والمعروف باسم كوكوري لأغراض مماثلة. وتُعد بعض أنواع السيوف الضالعة الصينية والمعروفة باسم (الداو) ذات صفاتٍ مماثلة.
كما توجد تنوعات أكثر في تايلاند مثل (الإينيب) أو (النيب) وهي كلمة تايلاندية تعني «ورقة» (มีดเหน็บ). وقد يشبه النيب بعض أنواع السكاكين الإسلامية مثل الجمبية أو سكين الكوكوري الباكستاني-النيبالي، حيث يجمع بين خصائص كليهما مع طرفٍ منحنٍ لأعلى ونتوء من ناحية الشفرة الحادة. كما يوجد نوعٌ آخر في تايلاند وهو «الإتوه» (E-toh)، والذي ينتشر في جنوب الصين ولاوس ومناطقٍ أخرى في الأجزاء الشمالية لجنوب غرب آسيا. وفي الغالب يتميز هذا السكين بطرفٍ أمامي ثقيل، ويتم استخدامه في المنازل لشق حطب المواقد أو تقطيع العظام. كما يوجد الداو الصيني ذو الرأس المثلثة في تايلاند باسم «هوا تاد» (Hua-Tad) والذي يُترجَم تقريبًا إلى «قاطع الرأس»، كما يعد «البرا» (Pra) النصل الأكثر انتشارًا في تايلاند، ويمكن أن يكون هذا النصل طويلاً ومستقيمًا أو على شكلٍ مُقوس كالمنجل، ويستخدم هذا النوع بشكلٍ أساسي لأغراضٍ مثل أعمال المزرعة وإزالة النباتات. وخلال أعمال الشغب التي وقعت في بانكوك عام 2006، كان المعتصمون ذوو القمصان الحمراء يحملون نوعًا من الأسلحة يدعى «ساباتدا» (Sapatda)، والذي يشبه سكين باوي كبير الحجم مزود بشفرات منشارٍ عند الجزء الحاد.
وفي مناطقَ عدة من الإكوادور لا يزال منجل الماشيتي يُستخدَم كأداةٍ يومية في الحقول الزراعية لأغراضٍ مثل الإزالة والتقطيع والحصاد وقطع الأشجار. وفي ساحل المحيط الهادئ، يتميز الماشيتي بتاريخٍ حافلٍ من الاستخدامات، ويمكن اعتباره جزءًا من الملابس اليومية التي يرتديها الرجال من سكان المناطق الريفية، وخاصةً في أقاليم مثل مانابي، ولوس ريوس، وغواياس، وفي أزمنةٍ ماضية، كان استخدام منجل الماشيتي وتعلم مهاراته يُعد رمزًا للرجولة، وكان يتم حمله كالسيوف في أغمادٍ مزينة مصنوعة من الجلد أو في أحزمة تُربَط حول الوسط، ولم يكن استخدامه مقصورًا على الزراعة وحسب: فقد كان له دورٌ آخر كسلاحٍ يسهُل الوصول إليه في حالات كالدفاع عن النفس أو المهاجمة. وعلى الرغم من حظر القانون الحديث في الإكوادور لاستخدام الماشيتي كسلاحٍ، إلا أنه لا يزال هناك حالاتٌ من القتال الوحشي أو الترهيب التي ترتبط باستخدامه. ولأن الماشيتي يُعتبر جزءًا من اللباس الذكوري فهو بذلك يُعد أيضًا جزءًا من أساليب التعبير عن الثقافة الشعبية بالمناطق الريفية الساحلية في الإكوادور مثله مثل الرقص ومسابقات ترويض الخيل واستعراض المهارات.
كذلك فإن السكان المحليين للولاية الجنوبية في البرازيل، ريو غراندي دو سول، يستخدمون الماشيتي على نطاقٍ واسعٍ، حيث يتم استخدامه لإزالة النباتات المتشابكة أثناء العبور في الغابات، كما تم استعماله في قتال الإمبراطورية البرازيلية في حرب «فارابوس» (أو حرب الرايات الممزقة). وهناك يُطلق على منجل الماشيتي «فاكاو» أو «فاكون» (والتي تعني حرفيًا «السكين الكبير»). وحاليًا توجد رقصة تُسّمى دانسا دوس فاكاويس (أي رقصة المنجل) في هذه المنطقة، وفي هذه الرقصة التي يؤديها الرجال فقط يقوم الراقصون بطرق مناجلهم بعضها ببعض أثناء الرقص لإشعال معركةٍ، كما تُستخدَم المناجل أيضًا في رقصة تُدعى (ماهكوليلي)، وهي رقصة أفريقية-برازيلية تجمع بين الرقص والفنون القتالية. وقد بدأ هذا التقليد في مدينة سانتو أمارو، في باهيا عند الشمال الشرقي للبلاد.
في جنوب المكسيك وأمريكا الوسطى يُستخدَم الماشيتي بصورةٍ كبيرة في إزالة النباتات في الأدغال وعادةً ما يتم الاستعانة «بالماشيتيين» لإزالة النباتات من الممرات لإنشاء طرق جديدة أو مبانٍ. ويقتني العديد من الأفراد في المناطق الريفية منجل الماشيتي لإزالة الأحراش التي تنمو بشكل مستمر من الأدغال. وفي حروب «كارتلات» المخدرات، وهي منظمات غير مشروعة للاتجار في المخدرات، تم الاشتباه في أن العديد من جرائم القتل وقطع الرؤوس قد تمت باستخدام منجل الماشيتي أو أدواتٍ مماثلة.
أما «التيغا» فهو منجل ماشيتي من أصل روسي، ويجمع هذا المنجل بين وظائف المناجل والفئوس والسكاكين والمناشير والمجارف في أداةٍ واحدة، ويمكن تمييزه بسهولة نتيجة للتضخم الموجود عند نهاية النصل لتسهيل عملية التقطيع،
كما تستخدمه القوات الجوية والقوات الخاصة الروسية، بما فيها قوات السبيتسناز (Spetsnaz).

## أدوات وأسلحة تاريخية مماثلة
يشبه المنجل الحديث بعض أشكال الأسلحة من العصور الوسطى مثل السيف المعقوف وهو سيف قصير كَثُرَ استخدامه بداية من القرن الثالث عشر فصاعدًا، ويتميز السيف المعقوف بحافة حادة منحنية تتسع باتجاه طرف النصل، في حين تمتد الحافة العلوية غير الحادة بشكلٍ مستقيم، ويختلف منجل الماشيتي عن السيف المعقوف بشكلٍ أساسي من حيث عدم موجود المقبض الحامي لليد واستبداله بشكلٍ أبسط، على الرغم من أن بعض المناجل قد تحتوي على هذه المقابض لضمان المزيد من الحماية للأيدي أثناء العمل.
أما الخوبيس (kopis) فقد كان أداةً وسلاحًا يشبه منجل الماشيتي في اليونان القديمة، وكذلك يُعد الماخيرا (makhaira) نوعًا مماثلاً ولكنه كان يستخدم كسلاحٍ بشكلٍ أساسي وليس كأداةٍ.
ويعتبر السييكس (seax) (وتعني «سكين» في الإنجليزية القديمة) أداةً وسلاحًا أستخدمه الجرمانيون ويشبه منجل الماشيتي من حيث أغراض الاستعمال ولكن ليس في الشكل.
أما الكوكري (kukri) فهو نصلٌ نيبالي يُستخدم لأغراضٍ عدة مماثلة للماشيتي.
كما يُعد البارانج (parang) سكينًا ماليزيًا قامت عليه العديد من مناجل الماشيتي.
أما جروسي ميسر (grosse messer) (وتعني «السكين الكبير» بالألمانية)، والذي انتشر في القرون الوسطى فهو سكين كبير يتم استخدامه كأداةٍ وسلاحٍ في الوقت نفسه.
ويُعد سكين قطع حزم العيدان الطويلة (fascine knife) أداةً وسلاحًا يشبه منجل الماشيتي إلى حد ما، وقد استخدمته جيوش أوروبا منذ أواخر القرن الثامن عشر حتى أوائل القرن العشرين. وفي الواقع، فقد أطلق الجيش الإسباني على هذه السكاكين اسم (machetes) أي المناجل، وفي حين أنه عادةً ما يتم توزيع سيوف ضالعة قصيرة على قوات المشاة كسلاحٍ جانبي، فغالبًا ما كان المهندسون العسكريون وجنود المدفعية يتسلمون سكاكين قطع حزم العيدان الطويلة،، وبجانب استخدام هذه السكاكين كسلاحٍ جانبي، فقد تم استعمالها كأدواتٍ مفيدة في تشييد التحصينات وفي مهام نفعية أخرى. ولكن تختلف هذه السكاكين عن المناجل من حيث أن نصالها أكثر سمكًا ومدببة بصورةٍ أكبر لتسهيل تقطيع النباتات الأوروبية (في حين يُعد النصل الرفيع المسطح للمناجل أفضل لتقطيع النباتات اللينة الموجودة في البيئات الاستوائية)، وأيضًا من حيث المقابض التي تشبه مقابض السيوف وأحيانًا قد تكون شفرتها الحادة على شكل أسنان المنشار، وكذلك فقد أمكن تركيب بعض الأنواع الحديثة من هذا السكين في البندقيات لاستخدامها كحربة.

## التصنيع
مزيج من منجل الماشيتي والمنشار 

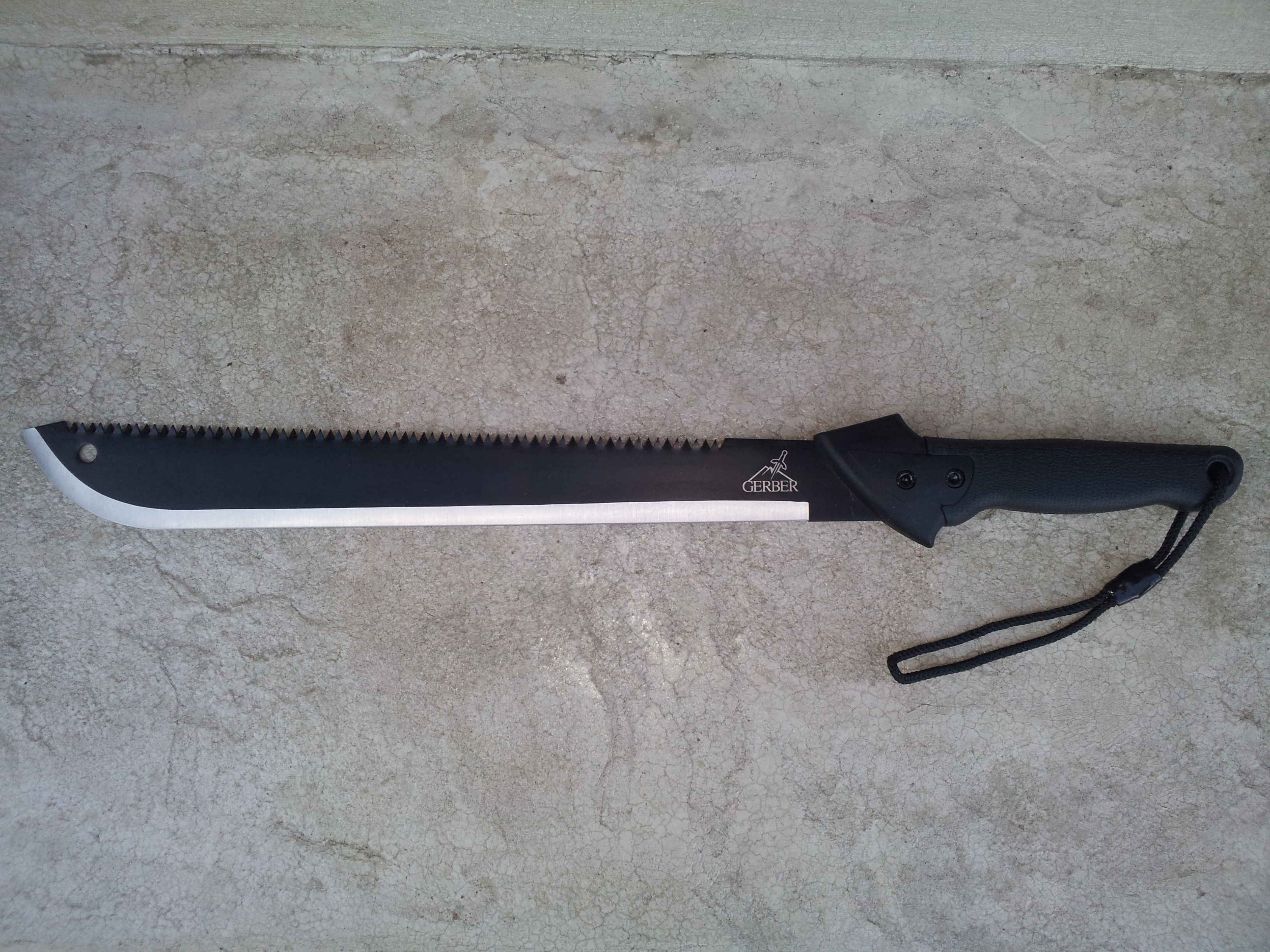
طراز جيربر

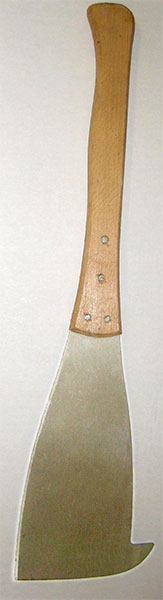
سكين القصب

خلال عملية التصنيع، تعد كلٌ من المواد المستخدمة وشكل المنجل نفسه عنصرًا يلعب دورًا هامًا في إنتاج منجل ماشيتي جيد، وفي الماضي، كان أفضل مُصنِعي مناجل الماشيتي وأشهرهم في أمريكا اللاتينية ودول الكاريبي الناطقة بالإسبانية هي شركة كولينز بقرية كولينزفيل في كونيتيكت. وقد تم تأسيس هذه الشركة عام 1826 على يد صامويل دبليو كولينز تحت اسم «كولينز أند كومباني» لتصنيع الفئوس، وقد باعت الشركة أول إنتاجها من مناجل الماشيتي عام 1845 واشتهرت هذه المناجل لدرجةِ أن كل المناجل عالية الجودة سُميت «أن كولينز»، وكذلك فقد اشتهرت شركة «روبيرت مول أند سنز أوف برمنجهام، إنجلترا» (Robert Mole & Sons of Birmingham, England) بصناعة النوعية الأفضل من الطقلس الزراعي في دول الكاريبي الناطقة بالإنجليزية، ويتم بيع بعض نصال روبرت مول اليوم كتذكارات للمسافرين إلى ترينيداد وجاميكا وأيضًا سانت لوسيا ولكن بشكلٍ أقل شيوعًا.
ومنذ خمسينات القرن العشرين، أدت اختصارات التصنيع إلى تراجع جودة مناجل الماشيتي. وحاليًا تُصنَع معظم المناجل الحديثة التي تنتجها المصانع في أشكالٍ بسيطة للغاية، حيث تتكون من الشفرة ونصلٍ مثقوب كامل الطول مصنوع من صفيحة مسطحة من الفولاذ وذات سمك موحد (ولذلك تفتقر إلى الشكل المائل المعتاد)، بالإضافة إلى ماسك بسيط مكون من قطعتين من الخشب أو البلاستيك تم تثبيتهما معًا أو ربطهما بالبراشيم حول النصل، وفي النهاية يتم شحذ الجانين بصورةٍ غير حادة حتى يتسنى للمشتري أن يشحذها بالدرجة التي تتناسب ومواصفاتها الخاصة باستخدام المبرد، وأحيانًا يتم تزويد هذه المناجل بحلقة حبلٍ بسيطة كنوعٍ من شرائط التعليق القصيرة بالإضافة إلى أغماد مصنوعة من القماش الكتاني؛ ولكن في بعض المناطق التي تُعتبر فيها المناجل أدواتٍ ذات قيمة وواسعة الاستخدام، قد يقوم مستخدموها بصناعة أغمدة مزينة من الجلد.
وتعد متانة منجل الماشيتي أمرًا لا بد منه وذلك بسبب بعض المشاكل التي قد يواجهها النصل الرفيع نسبيًا من حيث الالتواء والتصادم، في حين يُعد الحفاظ على حدة النصل أمرًا ثانويًا. كما أن النوع الذي يحتوي على نسبة متوسطة أو عالية من الكربون من الفولاذ الزنبركي مثل النوع 1050 إلى نوع 1095 يُعد مناسبًا لتصنيع مناجل الماشيتي (خاصةً النوع الأخير)، كما يجعل شحذها أكثر سهولةً. ويجب تجنب معظم مناجل الماشيتي المصنوعة من الفولاذ غير القابل للصدأ؛ وذلك لأن هذا النوع لا يتحمل الصدمات المتكررة وقد ينكسر بسهولة إذا تم استعماله بشكلٍ خاطئ.
وبعد التقوية تخضع نصالٍ عدة لعملية سقاية الفولاذ حتى تصل إلى الحد الأقصى من المتانة لدرجةٍ تقترب من متانة الصلب الزنبركي. وبالمقارنة مع معظم أنواع السكاكين الأخرى التي عادةً ما تتم سقايتها في درجات حرارة عالية جدًا، تؤدي عملية سقاية مناجل الماشيتي إلى الحصول على نصالٍ أقوى وأكثر مقاومةً للتشقق والكسر، كما أنها تجعل شحذ الشفرات أسهل ولكنها في الوقت ذاته لا تحتفظ بهذه الحدة نتيجةً لنوعيتها الأقل صلابة.
وتحتوي المناجل المعدة بشكلٍ جيد على شطبة محدبة أو مسطحة بدءًا من خط الوسط وصولاً إلى الحافة، والتي تم تكوينها عن طريق شطبة ثانوية. كما تتصف المناجل الأفضل بوجود استدقاق طرفي بسيط عند الرأس

## الإشارات الثقافية
- يظهر منجل الماشيتي على علم أنغولا جنبًا إلى جنب مع الترس.
- يُستخدَم منجل الماشيتي كسلاحٍ استعراضي في أشكال مختلفة من رقصة قتالية في البرازيل تسمى ماهكوليلي وغالبًا ما يمارسها مؤيدو فنون الكابويرا القتالية.
- في المكسيك وبالتحديد في ولاية دورانجو تتكون الرقصة الفلكورية، والتي تُدعى رقصة المناجل، من راقصين معصوبي الأعين، حيث يتلاعب الراقصون بمناجل الماشيتي ويقذفونها بسرعات عالية بين بعضهم البعض في تزامن.
- في مناطق أمريكا الوسطى، يُعتقَد أن منجل الماشيتي هو السلاح الأفضل لقتل حيوان الكاديخو الأسطوري.[بحاجة لمصدر]
- في كولومبيا وبعض دول أمريكا الجنوبية يُستخدم مصطلح الماشيتي لوصف كلمة الحلول الهوجاء للمشكلات.
- وتتخذ جريدة الأخبار المكسيكية ماشاتي أرتي (Machetearte) من هذا اسمًا للعبة كلمات، حيث يمكن أن يعني فنون منجل الماشيتي بالإضافة إلى معنىً آخر وهو سوف نضربك بالماشيتي، ويتم توزيع هذه الجريدة بشكلٍ أساسي في وسط وشمال المكسيك بالإضافة إلى موقعها الإلكتروني على الإنترنت.[27]
- كما أن السفاح القصصي الذي ظهر في سلسلة أفلام فرايداي ذي ثيرتينث (Friday the 13th)، والذي يُدعى جاسون فوورهي، استخدم منجل الماشيتي كسلاحٍ لقتل ضحاياه.
- في فيلم ماشيتي وهو فيلم من إخراج روبرت رودريغز عُرِضَ عام 2010، كان «الماشيتي» هو اسم شخصية البطل الذي قام بدوره الممثل داني تريجو، وشاركه البطولة أيضًا ستيفن سيغال وروبرت دي نيرو، وهو جزء لاحق لفيلم جرايند هاوس، استنادًا على شخصية ظهرت في فيلم سباي كيدز أو أطفال جواسيس.
- في لعبة فول أوت: نيو فيغاس يتم استخدام مناجل الماشيتي بشكلٍ مستمر في واحدة من الفصائل الرئيسية في اللعبة وهي فيلق قيصر، وتصنع غالبيتها عن طريق تسوية نصل جزازة العشب وربطها على مقبضٍ خشبي.